# Золотая медаль имени В. А. Энгельгардта
Золотая медаль имени В. А. Энгельгардта — научная награда Российской академии наук. Присуждается Отделением физико-химической биологии (ОФХБ) Российской академии наук за выдающиеся работы в области молекулярной биологии.
Премия названа в честь выдающегося советского биолога, биохимика, одного из основоположников молекулярной биологии в СССР академика В. А. Энгельгардта.

Внешний вид медали
Обратная сторона медали

## Награждённые ученые
- 1994 — Баев, Александр Александрович — за цикл работ по молекулярной биологии, генетической инженерии и биотехнологии.
- 1999 — Мирзабеков, Андрей Дарьевич — за цикл работ «Структурно-функциональные исследования ДНК и комплексов ДНК с белками и низкомолекулярными лигандами».
- 2004 — Киселёв, Лев Львович — за цикл работ по структурно-функциональному анализу начальных этапов биосинтеза белков (1961—2000 гг.).
- 2009 — Георгиев, Георгий Павлович — за цикл работ «Молекулярная биология опухолевой клетки».
- 2014 — Свердлов, Евгений Давидович — за цикл работ «Структурный, функциональный и эволюционный анализ геномов про- и эукариот, включая человека: разработка методических основ и путей использования результатов в медицине».
- 2019 — Макаров, Александр Александрович — за цикл работ «Молекулярные механизмы церебрального амилоидогенеза как новая платформа для диагностики и терапии болезни Альцгеймера»
- 2024 — Георгиева, София Георгиевна — за цикл работ «Регуляция экспрессии генов высших эукариот: новые молекулярные механизмы и подходы к терапии онкологических заболеваний»[1]